# (242) Kriemhild
(242) Kriemhild est un astéroïde de la ceinture principale découvert par Johann Palisa le 22 septembre 1884.
Son nom fait référence à la princesse mythologique germanique Kriemhild et a été attribué par Moriz von Kuffner, industriel et mécène de l'astronomie viennoise.